# Astronomía razonable
Astronomía razonable es el sexto álbum de estudio del grupo español El Último de la Fila. Publicado en 1993 fue editado por la discográfica EMI y el sello Perro Records, en formato LP, Casete y CD. Consta de trece canciones inéditas y la versión instrumental del tema Mar antiguo. Los temas La risa tonta y Hagámoslo no se incluyeron en la edición en disco de vinilo.
En este trabajo el grupo se acerca más al pop rock mestizo de lo que lo había hecho hasta entonces. Abundan las baladas y la guitarra acústica se deja sentir en la mayoría de los temas, así como las percusiones. El cambio de estilo con respecto a su anterior disco, Nuevo pequeño catálogo de seres y estares, fue notable, ya que abandonaron por completo los sintetizadores.
El álbum fue presentado en directo mediante una gira de conciertos por todo el territorio español. Además, realizaron una gira europea con conciertos en Alemania e Italia.

## Lista de canciones
| N.º | Título                                          | Letras                | Música                | Duración |  |
| 1.  | «El que canta su mal espanta»                   | M. García             | M. García y Q. Portet | 3:37     |  |
| 2.  | «Lápiz y tinta»                                 | M. García             | M. García y Q. Portet | 3:46     |  |
| 3.  | «Remando sobre el polvo»                        | M. García             | M. García y Q. Portet | 3:38     |  |
| 4.  | «La risa tonta»                                 | Q. Portet             | Q. Portet y M. García | 4:03     |  |
| 5.  | «Hierbas de Asia»                               | Q. Portet             | Q. Portet y M. García | 3:53     |  |
| 6.  | «Como un burro amarrado en la puerta del baile» | M. García             | M. García y Q. Portet | 3:37     |  |
| 7.  | «Astronomía razonable»                          | Q. Portet             | Q. Portet             | 4:36     |  |
| 8.  | «Piedra sobre piedra»                           | M. García             | M. García y Q. Portet | 3:47     |  |
| 9.  | «Vino dulce»                                    | Q. Portet             | Q. Portet             | 3:48     |  |
| 10. | «Mar antiguo»                                   | Q. Portet             | Q. Portet y M. García | 3:31     |  |
| 11. | «Cosas que pasan»                               | M. García             | M. García y Q. Portet | 4:07     |  |
| 12. | «Sumo y resto»                                  | M. García             | M. García y Q. Portet | 4:15     |  |
| 13. | «Hagámoslo»                                     | M. García y Q. Portet | M. García y Q. Portet | 3:11     |  |
| 14. | «Mar antiguo» (Instrumental)                    |                       | Q. Portet y M. García | 3:01     |  |

## Sencillos y maxissencillos
Se extrajeron los siguientes sencillos del álbum:
- El que canta su mal espanta (EMI, 1993)
- Hierbas de Asia (EMI, 1993)
- Como un burro amarrado en la puerta del baile (EMI, 1993)
- Mar antiguo (EMI, 1993)
- Lápiz y tinta (EMI, 1993)
- Cosas que pasan (EMI, 1993)

También se editó el siguiente maxisencillo del álbum:
- Cosas que pasan (EMI, 1994)

## Edición en italiano
El Último de la Fila editó una versión de Astronomía razonable para Italia. Para esta ocasión, grabaron cinco de los temas del disco en idioma italiano. En concreto:
- Carta e inchiostro (versión en italiano de Lápiz y tinta).
- Remando sulla polvere (versión en italiano de Remando sobre el polvo).
- Erbe d'Asia (versión en italiano de Hierbas de Asia).
- Mare antico (versión en italiano de Mar antiguo).
- Faccio i conti (versión en italiano de Sumo y resto).

Además, se incluyó al principio del álbum una canción del anterior disco, también en italiano. En concreto:
- Musicisti strani (versión en italiano de Músico loco).

El resto de los temas no sufrieron modificación alguna respecto al álbum original. Incluso en los temas modificados, fue la voz lo único que volvieron a grabar, dejando intacta la labor instrumental.
La adaptación al italiano de los temas fue llevada a cabo por Fabio Tropea y Franco Battiato.

## Ediciones especiales
Debido al éxito en ventas del álbum y de la gira. El grupo produjo en 1994 una caja que contenía los seis sencillos extraídos del álbum. Con el nombre de Astronomía razonable: Singles y maquetas y bajo el sello de EMI y Perro Records se editó en edición limitada para coleccionistas.
Dentro del mismo, además de las canciones que ya formaron parte del álbum, se encuentran maquetas de varios de los temas, una versión en directo y varias versiones alternativas de la canción Cosas que pasan como:
- Cosas que pasan (remezcla 94)
- y Cosas que pasan (remezcla razonablemente moderna).

La portada y contraportada fueron adornadas con palabras en ruso y el CD correspondiente al sencillo de Cosas que pasan es envuelto en una hoja de periódico ruso.

## Personal
- Productores: David Tickle y Quimi Portet.
- Ingenieros: David Tickle y Chris Lawson.
- Ingeniero de mezclas: David Tickle.
- Estudios de grabación: Real World Studios (Inglaterra).
- Momento de grabación: Entre septiembre y diciembre de 1992.
- Arreglos de cuerda: Caroline Dale.
- Técnico de instrumentos: J. A. "Busta" de la Fuente.
- Management: Anna Carrascal, de Gos Management.
- Management internacional: Michael Lang, de Better Music.
- Grafismo: Sexto.
- Fotoportada: McDermitt / McGough.

### Músicos
- Manolo García: Voz, percusión.
- Quimi Portet: Guitarras, teclados, armónica.
- Antonio Fidel: Bajo.
- Juan Carlos García: Batería, percusión, coros.
- Pedro Javier González: Guitarras, Laúd.
- Nacho Lesko: Teclados, piano, acordeón.
- Simon Clark: Órgano Hammond.
- Hossam Ranzy: Percusión.
- Caroline Dale: Violonchelo.
- Rosemary Furniss: Violín.
- Christopher Warren-Green: Violín.
- Andrew Brown: Viola.